# Словацкая экстралига
Словацкая экстралига (словац. Slovenská hokejová extraliga) — сильнейшая словацкая хоккейная лига. Образовалась в 1993 году после распада Чехословакии. С марта 2006 именовалась Т-Ком Экстралига (словац. T-Com Extraliga). С 2020 называется Типос Экстралига (словац. Tipos Extraliga).

## Состав команд в сезоне 2024/2025
| Команда                      | Город             | Основана | Стадион                             | Вместимость |
| ---------------------------- | ----------------- | -------- | ----------------------------------- | ----------- |
| ДОКСбет Влци Жилина          | Жилина            | 1925     | Найки-арена                         | 6200        |
| ХК 32 Липтовски-Микулаш      | Липтовски-Микулаш | 1932     | Титан-арена                         | 3680        |
| ХК Дукла Ингема Михаловце    | Михаловце         | 1974     | Зимний Стадион Михаловце            | 4000        |
| ХК ДУКЛА Тренчин             | Тренчин           | 1962     | Зимний стадион имени Павола Демитры | 6150        |
| ХК Кошице                    | Кошице            | 1962     | Стил-арена                          | 8378        |
| ХК МОНАКОбет Банска-Бистрица | Банска-Бистрица   | 1922     | Зимний Стадион Банска-Бистрица      | 3016        |
| ХКМ Зволен                   | Зволен            | 1927     | Зимний Стадион Зволен               | 5675        |
| ХК Нитра                     | Нитра             | 1926     | Нитра-арена                         | 3600        |
| ХК Нове-Замки                | Нове-Замки        | 1965     | Зимний Стадион Нове-Замки           | 4500        |
| ХК Попрад                    | Попрад            | 1930     | Зимний стадион Попрад               | 4233        |
| ХК СЛОВАН Братислава         | Братислава        | 1921     | Типос-арена                         | 10055       |
| ХК Спишска Нова Вес          | Спишска-Нова-Вес  | 1932     | Спиш-арена                          | 5503        |

## Слован
В сезоне 2012/2013 братиславский «Слован» не выступал в экстралиге, так как был принят в КХЛ.

## Все чемпионы
1939—1945
- 1938/39: ВС «Братислава»
- 1939/40: ВС «Братислава»
- 1940/41: СК «Братислава»
- 1941/42: СКП «Братислава»
- 1942/43: ОАП «Братислава»
- 1943/44: ОАП «Братислава»

С 1993
- 1993/1994: Дукла Тренчин
- 1994/1995: ХК Кошице
- 1995/1996: ХК Кошице (2)
- 1996/1997: Дукла Тренчин (2)
- 1997/1998: Слован
- 1998/1999: ХК Кошице (3)
- 1999/2000: Слован (2)
- 2000/2001: ХКМ Зволен
- 2001/2002: Слован (3)
- 2002/2003: Слован (4)
- 2003/2004: Дукла Тренчин (3)
- 2004/2005: Слован (5)
- 2005/2006: ХК Жилина
- 2006/2007: Слован (6)
- 2007/2008: Слован (7)
- 2008/2009: ХК Кошице (4)
- 2009/2010: ХК Кошице (5)
- 2010/2011: ХК Кошице (6)
- 2011/2012: Слован (8)
- 2012/2013: ХКМ Зволен (2)
- 2013/2014: ХК Кошице (7)
- 2014/2015: ХК Кошице (8)
- 2015/2016: ХК Нитра
- 2016/2017: ХК 05
- 2017/2018: ХК 05  (2)
- 2018/2019: ХК 05 (3)
- 2019/2020: плей-офф отменён из-за пандемии COVID-19
- 2020/2021: ХКМ Зволен (3)
- 2024/2025  ХК Кошице

## По титулам
1. «Слован» (Братислава) — 8
2. «Кошице» — 8
3. «Дукла» (Тренчин) — 3
4. «ХК 05 » — 3
5. «Зволен» — 3
6. «Жилина» — 1
7. «ХК Нитра» — 1